# Maximilian von Schwartzkoppen
Maximilian Friedrich Wilhelm August Leopold von Schwartzkoppen (Potsdam, 24 de fevereiro de 1850 - Berlim, 8 de janeiro de 1917) foi um oficial do exército da Prússia, general de infantaria e adido militar. Ele é mais conhecido por seu papel no caso Dreyfus.

## Biografia

### Família
Maximilian von Schwartzkoppen vem de uma família burguesa, mencionada na forma Swartekop por volta de 1500 em Brunswick, cujos membros foram enobrecidos em 1688 ao atingir o posto de cavaleiro da monarquia dos Habsburgos. Ele é filho do futuro General de Infantaria Emil von Schwartzkoppen (1810-1878) e sua esposa Christiane Marie Hildegard (1833-1916), nascida von Brederlow,  da Casa de Tragarth em Merseburg.

### Carreira militar
Ele se juntou ao exército prussiano no final da década de 1860. Em 1870, participou da Guerra Franco-Prussiana. De 1885 a 1888, foi capitão do Estado Maior. Terminou sua carreira como conselheiro militar do Grão-Duque Ernesto Luís de Hesse.
De 10 de dezembro de 1891 a 15 de novembro de 1897, foi adido militar em Paris, sendo responsável pela manutenção das relações militares entre o Império Alemão e a França. Extra-oficialmente, trabalhava para fornecer aos serviços de inteligência alemães informações sobre o exército francês.
Na primavera de 1894, um oficial francês, inicialmente não identificado, propôs vender-lhe informações confidenciais. Um deslize e fragmentos de papel de natureza erótico-homossexual com o italiano Panizzardi, apresentados aos magistrados, para despertar a repulsa dos juízes e por lá, para dar certeza à condenação de Alfred Dreyfus, são roubados da lixeira de Schwartzkoppen por Marie Bastian, faxineira empregada na embaixada alemã, e encaminhados aos serviços de inteligência franceses. O recibo rasgado e não assinado é reconstituído e serve como prova da inteligência francesa de que um oficial do Estado Maior vende informações aos alemães.
O oficial, nascido na Alsácia, Alfred Dreyfus é publicamente acusado de ser o informante de Schwartzkoppen e condenado por traição, apesar das dúvidas sobre sua culpa. Posteriormente, a inocência de Dreyfus é demonstrada, assim como o fato de documentos falsificados terem sido usados contra ele em um contexto de antissemitismo. Pesquisas posteriores mostram que o oficial Ferdinand Walsin Esterhazy, comandante do 74.º regimento de infantaria em Rouen, foi quem fez uma oferta a Schwarzkoppen. O próprio Schwartzkoppen mais tarde confirma a inocência de Dreyfus em suas memórias, publicadas postumamente em 1930 por Bernhard Schwertfeger, responsável pelo espólio de Schwartzkoppen. Essas Memórias serão um sucesso em publicações na França na década de 1930, sob o título Les carnets de Schwartzkoppen. La vérité sur Dreyfus, édités par Bernhard Schwertfeger et traduits sur le texte allemand par Alexandre Koyré, préface Lucien Lévy-Bruhl.
Em 11 de setembro de 1907, Schwartzkoppen tornou-se General de Infantaria. Ele também foi à la suite do Regimento de Guardas-granadeiros do Kaiser Franz número 2 e detentor da Ordem da Águia Vermelha, primeira classe, com folhas de carvalho; da Ordem da Coroa, primeira classe;  e foi Cavaleiro da Lei da Ordem Protestante de São João. Durante a Primeira Guerra Mundial, em 6 de julho de 1916, tornou-se comandante da 202.ª divisão de infantaria que liderou na Frente Oriental.